# Sansoni (maison d’édition)
Pour les articles homonymes, voir Sansoni.
Sansoni était une maison d'édition italienne fondée à Florence en 1873, par Giulio Cesare Sansoni (it).
Aujourd'hui, c'est une marque éditoriale du groupe Arnoldo Mondadori Editore et un éditeur dédié exclusivement aux essais et manuels universitaires dans les domaines humanistes et scientifiques. De nombreux livres précédemment publiés par Sansoni sont réédités par la maison d'édition Le Lettere (it) (également basée à Florence), qui publie également l'Opera Omnia du philosophe Giovanni Gentile.
Les archives historiques de Sansoni se trouvent dans les Archivio di Stato di Firenze (Archives d'État de Florence), qui s'occupent de la restauration et de l'inventaire après l'inondation de 1966.